# Pandora (sèrie de televisió)
Pandora (títol original, Pandore) és una sèrie de televisió dramàtica belga en francès estrenada el 2022. Ésdirigida per Savina Dellicour i Vania Leturcq a partir d'un guió d'Anne Coesens, Savina Dellicour i Vania Leturcq. La sèrie gira al voltant de l'impacte del poder, concretament de la justícia i la política belga, la radicalització del discurs polític, la violència contra les dones i el problema de les notícies enganyoses. Segons la premissa dels seus creadors, la sèrie mostra una societat belga polaritzada, un país que està a punt d'esclatar. La història íntima de personatges com Claire Delval, Ludivine Gilson o Sasha Hamzaoui mostra la lluita ferotge per la veritat. S'ha doblat al català per a 3Cat.
La sèrie va ser un èxit a la corporació pública belga de llengua francesa Radio-Télévision belge de la Communauté française a la primavera de 2022 amb les millors xifres d'audiència per a una sèrie de producció pròpia des del 2016, tant a La Une com a la seva pròpia plataforma de streaming Auvio. Els drets d'emissió de Pandora es van vendre als canals de distribució dels Països Baixos, Islàndia, Portugal, Espanya, Canadà, França, Noruega, Suïssa, Suècia, Finlàndia i Dinamarca. La sèrie va guanyar el premi del públic al Festival TV de Luishon l'any 2022 a Banhèras de Luishon. A més, la van seleccionar per a competir al Festival de sèries de televisió de Berlín del juny de 2022.
El mateix 2022 es va encarregar una segona temporada de la sèrie als mateixos guionistes. Formada per sis nous episodis, es va estrenar el novembre de 2024 i abordava la tensió entre negocis, justícia, política i desenvolupaments tècnics com la vigilància massiva.

## Repartiment
- Yoann Blanc com a Mark Van Dyck, polític del PLF (10 episodis)
- Salomé Richard com a Ludivine Gilson, activista i com la seva germana bessona Rachel (10 episodis)
- Anne Coesens com a Claire Delval, fiscal (10 episodis)
- Myriem Akheddiou com a Krystel Horrens, secretària del Mark (10 episodis)
- Peter Van den Begin com a Peter Van Maaren, parella de la Claire (10 episodis)
- Vincent Lecuyer com a Samuel Rouve (10 episodis)
- Noureddine Farihi com el comissari Van Bocksel (10 episodis)
- Mélissa Diarra com a Sasha Hamzaoui, periodista i activista amb la Ludivine (10 episodis)
- Edwige Baily com a Hélène Van Dyck, mare del Mark (9 episodis)
- Jérôme Varanfrain com a Serge Valory, secretari de la Claire (9 episodis)
- Johan Leysen com a Simon Delval, polític del PLF i pare de la Claire (8 episodis)
- Mathilde Rault com a Diane Delval, mare de la Claire (8 episodis)
- Georges Siatidis com el president del PLF (8 episodis)
- Bruno Mullenaerts com a Alain Montoyer, polític del PLF (8 episodis)
- Valérie Bodson com a Bénédicte Gilson, mare de la Ludivine (7 episodis)
- Alice D'Hauwe com a Blanche (7 episodis)
- Anne Benoît com a Yvonne Delval, mare de la Claire (6 episodis)
- Francesco Mormino com a Jacques Gilson, pare de la Ludivine (6 episodis)
- Stany Paquay com a Cyril Debay (6 episodis)
- Françoise Oriane com la mare del Mark (6 episodis)
- Louise Manteau com a Louise (5 episodis)
- Thierry Hellin com el president del tribunal (5 episodis)
- Lucie Flamant com a Lucie (5 episodis)
- Jo Deseure com a Thérèse Mahy, advocada del Simon Delval (4 episodis)
- Félix Vannoorenberghe com a Steve Meert (4 episodis)
- William Amorin com a Etienne Diallo (4 episodis)
- Antonin Cornet com a Bogdan Misevich (4 episodis)
- Amine Hatim com a Osman Rahim (4 episodis)
- Anas El Marcouchi com a Wahab Habib (3 episodis)
- Florence Hainaut com la presentadora de televisió (3 episodis)

## Localització
La sèrie es va filmar en diferents indrets de la ciutat de Brussel·les, amb escenes al Palau de Justícia de Brussel·les, la plaça Poelaert, l'edifici de la Societat d'Habitatge de la Regió de Brussel·les i l'entrada de l'edifici Portalis, al barri de Les Marolles, el parc d'Egmont, a la sala de reunions de la Cambra de Representants de Bèlgica al Palau de la Nació, a la galeria d'art Costermans i al Bar Ètnic.
Mentre que les escenes de la segona temporada s'ha filmat a la plaça Poelaert, avinguda Brugmann, instal·lacions del STIB métro-tram-bus, plaça de Jeu de Balle, plaça Sainte-Catherine, boulevard Anspach, The Dominican i carrers Laines, Senne, Notre-Dame du Sommeil i Braie.